# Giton
Pour les autres significations, voir Giton (roman).
Giton est un personnage du Satyricon de Pétrone. Les noms des principaux personnages du Satyricon ont une signification en grec :
γείτων (geitôn) signifie « voisin ».
C'est aussi un portrait des Caractères de Jean de La Bruyère.

## Nom commun
Selon l'Académie française, le passage du mot « giton » (nom masculin) dans le langage populaire au XVIIIe siècle est dû à Voltaire qui l’a défini à partir du latin « gito », celui du personnage du roman de Pétrone.
L'Académie en fait un synonyme désignant un jeune homosexuel entretenu mais, dans le langage courant, il peut également désigner un jeune homme gracieux et immature ou un éphèbe (voir et minet, twink en anglais).
Le mot a également été employé comme synonyme de « mignon », désignant un jeune homme efféminé (attitude peut-être plus ou moins affectée) constituant l’entourage « favori » de certains rois, notamment celui d'Henri III de France (XVIe siècle).
Le marquis de Sade fait notamment de gitons quelques protagonistes de son roman La Nouvelle Justine (1797).
Max Gallo évoque les nombreux gitons qui entourent l'empereur Commode (Les Romains, t. IV).

## Nom propre
Nom de personne d'origine germanique, cas régime de Git (racine gid = chant). On le rencontre surtout dans le Loiret, le Loir-et-Cher et le Cher.